# متحف شيكان الابيض
متحف شيكان  يقع بمدينة الأبيض وسط السودان، هو أحد أهم المتاحف السودانية التي تضم مقتنيات التاريخ السوداني
اشتهرت مدينة الأبيض بعدة مزايا لموقعها في الوسط ومساهمتها الفاعلة في تغيير خارطة الوطن من خلال فترة الإنجليز. متحف شيكان أو «كردفان» العملاق الذي يُعد ثالث متحف في السودان.

## التأسيس
أُنشئ متحف شيكان في عام 1960م، وتم افتتاحه رسمياً عام 1965م تخليدا لذكرى معركة شيكان، وهو الثالث في السودان بعد المتحف القومي ومتحف البركل.

## الموقع
يقع المتحف جوار اذاعة ولاية شمال كردفان،  اسلوب العرض
```
فقد توخت الجهات المنوط بها إدارة المتحف أن يكون العرض سهلاً ممتعاً، وفق الأساليب الفنية الحديثة وخزائن العرض مصنوعة من زجاج مركب على قواعد من معدن
```